# 代蒂希霍芬
代蒂希霍芬是德国巴登-符腾堡州的一个市镇。总面积14.39平方公里，总人口1092人，其中男性541人，女性551人（2011年12月31日），人口密度76人/平方公里。